# Павличенко Людмила Михайлівна
Людмила Михайлівна Павличенко (при народженні Бєлова) (12 липня 1916, Біла Церква, Київська губернія, Російська імперія (нині Київська область України) — 10 жовтня 1974, Москва, РРФСР) — радянська військовослужбовниця та снайперка 25-ї стрілецької дивізії Червоної армії часів Другої світової війни, героїня Радянського Союзу (1943). Після закінчення німецько-радянської війни служила офіцером Генерального штабу військово-морського флоту СРСР у званні майора берегової служби. Особисто застрелила щонайменше 309 військовослужбовців противника, є найуспішнішою жінкою-снайперкою в історії.

## Життєпис
Людмила Бєлова народилася 12 липня 1916 року в місті Біла Церква (нині Київська область, Україна, тоді Київська губернія) у сім'ї петроградського слюсаря, комісара полку під час Громадянської війни, Михайла Івановича Бєлова та Олени Трохимівни Бєлової (1897—1972).
До 14 років навчалася в школі № 3, потім родина переїхала до Києва. Після закінчення дев'ятого класу Людмила працювала шліфувальницею на заводі «Арсенал» й одночасно навчалася в десятому класі, здобуваючи середню освіту. 1937 року вступила на історичний факультет Київського університету. Студенткою займалася планерним і стрілецьким видами спорту. Успішно захистила дисертацію про Богдана Хмельницького.
У 1932 році одружилася з Олексієм Павличенком, народила сина Ростислава (1932—2007). Шлюб невдовзі було розірвано. Німецько-радянська війна застала Людмилу в Одесі на дипломній практиці. З перших же днів війни Людмила Павличенко доброволицею йде на фронт.
Лейтенантка Павличенко воювала у стрілецькій Чапаєвській дивізії. Брала участь у боях у Молдові, в обороні Одеси та Севастополя. До липня 1942 року на рахунку Павличенко було вже 309 німецьких солдатів та офіцерів (зокрема 36 снайперів супротивника). Крім того, за період боїв змогла навчити велику кількість снайперів.
Одружилася зі снайпером Леонідом Кіценком, з яким була знайома ще до війни в Києві. 4 березня 1942 року Кіценко загинув у Севастополі.
У червні 1942 року поранена. Незабаром направлена з делегацією до Канади та США. Під час поїздки була на прийомі у Президента США Франкліна Рузвельта. Американський співак у стилі кантрі — Вуді Гатрі — написав про неї пісню «Miss Pavlichenko».
З 1943 року Павличенко не брала участі в бойових діях, була інструкторкою школи «Постріл» під Москвою, дослужилась до майора. Указом Президії Верховної Ради СРСР від 25 жовтня 1943 року Людмилі Павличенко надано звання Героя Радянського Союзу.
Після війни в 1945 році закінчила Київський університет. Мешкала та працювала в Москві. Готувала до друку спогади про Другу світову війну («Героическая быль. Оборона Севастополя. 1941—1942 гг.» (Москва, 1958, 1960).
Працювала у штабі Військово-морського флоту СРСР. Одружилася з Константином Івановичем Шавирєвим. Працювала в радянському комітеті ветеранів війни.
Померла Людмила Павличенко 10 жовтня 1974 року в Москві. Похована 27 жовтня 1974 року в Москві на Новодівочому цвинтарі (колумбарій. 119 секція, ніша в третьому рядку знизу).

## Родина
- Батько — Михайло Іванович Бєлов
- Мати — Олена Трохиміфна Бєлова
- Сестра — Валентина Михайлівна Бєлова
- Перший чоловік — Олексій Богданович Павличенко
- Син — Ростислав Олексійович Павличенко (1932—2007), випускник Академії Федеральної служби безпеки РФ
- Онука — Олена Ростилавівна Павличенко
- Другий чоловік — Леонід Киценко, молодший лейтенант, загинув в березні 1942 року

## Нагороди
- Медаль «Золота Зірка» Героя Радянського Союзу (медаль № 1218)

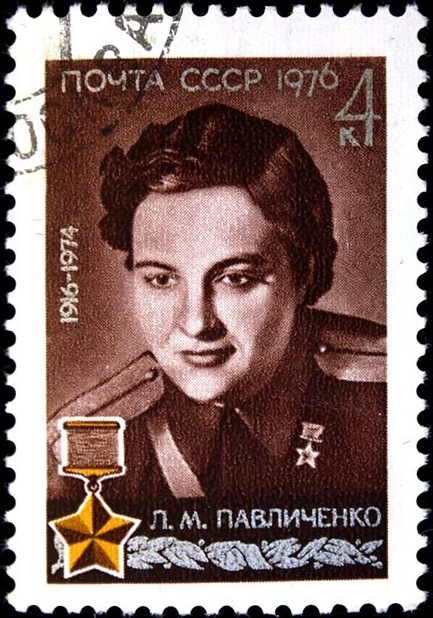
Марка СРСР, 1976

- Два ордени Леніна.
- Медалі.

## Вшанування пам'яті
Іменем Людмили Павличенко було названо судно Міністерства рибного господарства. Судно було спущено на воду в 1976 році, у 1996 році судно було продано Туреччині на брухт.
На честь Л. Павличенко названо вулиці в містах Біла Церква та Севастополь. На вулиці в Білій Церкві стоїть школа № 3, у якій навчалася Павличенко. У цій школі й дотепер існує музей Людмили Павличенко, створений за часів СРСР.

### У кінематографі
Про Людмилу Павличенко було знято біографічний фільм «Незламна» (рос. «Битва за Севастополь») спільного українсько-російського виробництва. Фільм вийшов у кінопрокат в обох країнах 2 квітня 2015 року. Міжнародна прем'єра відбулася двома тижнями пізніше на Пекінському Міжнародному кінофестивалі.

## Твори
- Павличенко Л. М. «Героическая быль: оборона Севастополя 1941 — 1942 г.г.» — М. : Государственное Издат. Политической Литературы, 1958. — 70 с. (рос.)